# Miles Mander
Miles Mander (* 14. Mai 1888 in Wolverhampton, Staffordshire, England als Lionel Henry Mander (zweiter Künstlername außerdem: Miles Luther); † 8. Februar 1946 in Los Angeles, Kalifornien) war ein britischer Schauspieler, Regisseur, Drehbuchautor und Filmproduzent.

## Leben
Miles Mander wurde als zweiter Sohn des Architekten und Geschäftsmannes Theodore Mander in die angesehene und prominente Mander Family geboren, welche viele Industrielle oder Amtsträger hervorbrachte. Sein älterer Bruder Geoffrey Mander (1882–1982) war ein erfolgreicher Geschäftsmann und Mitglied im britischen Parlament. Er begann seine Schauspielkarriere im Jahr 1920. Sein erster Auftritt in einer Sherlock-Holmes-Produktion war 1921 als Godfrey Norton in dem Stummfilm A Scandal in Bohemia. Im Dezember 1922 gründete er mit John Frederick Brodrick Ewen die Atlas-Bioskop Film-Atelier GmbH (1922–1924) in Berlin.  Ab 1926 war Mander auch als Regisseur tätig, zunächst drehte er bis 1927 mehrere Kurzfilme. Seinen größten Erfolg als Regisseur verzeichnete er 1928 mit dem britischen Film The First Born, einem der ersten britischen Tonfilme, welcher unter Filmkritikern als hervorragend angesehen wird. Sein Debüt als Drehbuchautor erfolgte bereits 1924. Als Produzent war er an vier Produktionen beteiligt. Mitte der 1930er-Jahre gab Mander seine Laufbahn hinter der Kamera allerdings auf und konzentrierte sich anschließend vollends auf seine Schauspielkarriere.
Als Schauspieler war Mander bis zu seinem Tod in über 100 Filmproduktionen zu sehen, zunächst häufig in Hauptrollen, später hauptsächlich in größeren und kleineren Nebenrollen. Oftmals verkörperte er Aristokraten oder ölige Filmschurken. In Großbritannien spielte er in den 1930er-Jahren in Filmen wie Alfred Hitchcocks Mord – Sir John greift ein! sowie dem Historienfilm Das Privatleben Heinrichs VIII. mit Charles Laughton in der Titelrolle. 1932 war er in dem Film The Missing Rembrandt als Claude Holford zu sehen. Ab Ende der 1930er-Jahre spielte er regelmäßig in Hollywood, unter anderem als Benjamin Disraeli im Historienfilm Suez (1938) mit Tyrone Power und in der Rolle des „Fremden“ Mr. Lockwood in William Wylers Literaturverfilmung Sturmhöhe (1939). Außerdem war Mander in Produktionen wie Ernst Lubitschs Nazi-Satire Sein oder Nichtsein (1942) oder dem Film noir Murder, My Sweet (1944) zu sehen. Er hatte ebenfalls größere Rollen in zwei Sherlock-Holmes-Filmen mit Basil Rathbone.
Miles Mander war seit 1912 mit Pratibha Devi (1891–1923), einer Tochter des Maharajas Nripendra Narayan von Cooch Behar und dessen Frau Suniti Devi, verheiratet; sein Bruder Alan ehelichte zwei Jahre später ihre Schwester Sudhira Devi (1894–1968). Er verstarb 1946 im Alter von 57 Jahren überraschend an einem Herzinfarkt.

## Filmografie (Auswahl)

### Als Schauspieler
- 1920: Testimony
- 1924: Seine zweite Frau (The Prude’s Fall)
- 1925: Irrgarten der Leidenschaft (The Pleasure Garden)
- 1928: Der Faschingskönig
- 1929: Meineid
- 1930: Mord – Sir John greift ein! (Murder!)
- 1933: Das Privatleben Heinrichs VIII. (The Private Life of Henry VIII.)
- 1936: Signale nach London (Lloyd’s of London)
- 1938: The Mad Miss Manton
- 1938: Entführt (Kidnapped)
- 1938: Suez
- 1939: Sturmhöhe (Wuthering Heights)
- 1939: Die kleine Prinzessin (The Little Princess)
- 1939: Stanley und Livingstone (Stanley and Livingstone)
- 1939: Der Mann mit der eisernen Maske (The Man in the Iron Mask)
- 1939: Der Henker von London (Tower Of London)
- 1940: The House of the Seven Gables
- 1940: Überfall auf die Olive Branch (Captain Caution)
- 1940: Der Weg nach Singapur (Road to Singapur)
- 1940: Primrose Path
- 1941: Fluchtweg unbekannt (They Met in Bombay)
- 1941: Lord Nelsons letzte Liebe (That Hamilton Woman)
- 1941: Dr. Kildare: Der Hochzeitstag (Dr. Kildare’s Wedding Day)
- 1942: Mrs. Miniver
- 1942: Helden der Lüfte (Captains of the Clouds)
- 1942: Tarzans Abenteuer in New York (Tarzan's New York Adventure)
- 1942: This Above All
- 1942: The War Against Mrs. Hadley
- 1942: Schatten am Fenster (Fingers at the Window)
- 1942: Sein oder Nichtsein (To Be or Not to Be)
- 1943: Phantom der Oper (Phantom of the Opera)
- 1943: Guadalkanal – die Hölle im Pazifik (Guadalcanal Diary)
- 1943: Fünf Gräber bis Kairo (Five Graves to Cairo)
- 1943: Madame Curie
- 1944: The White Cliffs of Dover
- 1944: Dr. Wassells Flucht aus Java (The Story of Dr. Wassell)
- 1944: The Return of the Vampire
- 1944: Die Kralle (The Scarlet Claw)
- 1944: Die Perle der Borgia (The Pearl of Death)
- 1944: Murder, My Sweet
- 1945: Jagd im Nebel (Confidential Agent)
- 1945: Weekend im Waldorf (Week-End at the Waldorf)
- 1945: Das Bildnis des Dorian Gray (The Picture of Dorian Gray)
- 1946: Der Bandit und die Königin (The Bandit of Sherwood Forest)

### Als Regisseur
- 1926: The Whistler
- 1926: The Sheik of Araby
- 1926: The Fair Maid of Perth
- 1928: The First Born
- 1935: The Morals of Marcus
- 1936: The Flying Doctor

### Als Drehbuchautor
- 1935: The Morals of Marcus
- 1936: The Flying Doctor

### Als Produzent
- 1923: The Man Without Desire
- 1926: Knee Deep in Daisies
- 1928: The First Born
- 1936: The Flying Doctor